# Tycracona
Tycracona là một chi bướm đêm thuộc họ Noctuidae.